# درس (فیلم ۱۹۸۷)
درس (ارمنی: Դաս؛ روسی: Урок, Urok) یک فیلم کوتاه علمی-تخیلی به کارگردان پویانما ارمنی، روبرت ساهاکیانتس می‌باشد این فیلم توسط آرمن‌فیلم تهیه شده‌است.